# المركز الاستشفائي الجامعي ابن رشد (الدار البيضاء)
المركز الإستشفائي الجامعي ابن رشد (يُسمى إختصاراً بـ CHUIR) وهو من بين أهم المراكز الإستشفائية الكبرى في المغرب، ويقع في مدينة الدار البيضاء، وهو تابع لوزارة الصحة، ويخدم أساساً جهة الدار البيضاء سطات.
يتكون هذا المركز الإستشفائي من أربعة منشئات طبية وهي: مستشفى ابن رشد، مستشفى 20 غشت 1953، مستشفى الأم والطفل عبد الرحيم الهاروشي، ومركز فحص وعلاج الأسنان. ويمتد المركز الإستشفائي ابن رشد على مساحة 45 هكتار، ويقع في وسط المدينة بموقع إستراتيجي قريب من المؤسسات الصحية الأخرى، وتمر بجواره مختلف وسائل النقل العامة مما يُسهل الوصول إليه.
المركز معروف وطنياً بتوفره على أطباء متخصصين في بعض الأمراض الصعبة والمعقدة، مثل أمراض الدم والأورام وجراحة القلب والأوعية الدموية وجراحة الأعصاب وعلاج الحروق والجراحة التجميلية وجراحة الوجه والفكين، جراحة الصدر وجراحة القلب والأوعية الدموية.

## تاريخ
تم إحداث المركز الإستشفائي الجامعي ابن رشد بمقتضى القانون رقم 37.80 المتعلق بالمراكز الاستشفائية، وقد تم تحديد مهامه في:
- القيام بجميع أنواع العلاج الطبي.
- إنجاز أعمال البحث الطبي مع المراعاة التامة لحرمة المرضى جسميا ومعنويا والمحافظة على كرامتهم.
- المشاركة في التعليم السريري الجامعي وما بعد الجامعي في ميدان الطب والصيدلة وكذلك في تكوين المساعدين الطبيين.
- المساهمة في تحقيق الأهداف التي تحددها الدولة في ميدان الصحة العامة.

## الطاقة الاستعابية
تبلغ الطاقة الإستيعابية للمركز الإستشفائي ابن رشد 1685 سرير.
- مستشفى ابن رشد (1020 سرير)
- مستشفى الأم والطفل عبد الرحيم الهاروشي (374 سرير)
- مستشفى 20 غشت 1953 (291 سرير)
- مركز فحص وعلاج الأسنان (106 كرسي مخصص لعلاجات طب الأسنان)

يستقبل المركز الإستشفائي الجامعي ابن رشد سنوياً حوالي 000 030 1 مريض، ويقوم المركز بإجراء 435 594 إستشارة طبية، و7000 ولادة.

## التخصصات
يتوفر المركز الاستشفائي الجامعي ابن رشد على التخصصات التالية:
| المركز الإستشفائي الجامعي ابن رشد      | المركز الإستشفائي الجامعي ابن رشد |
| المستشفى                               | التخصصات |
| -------------------------------------- | --- |
| مستشفى ابن رشد                         | علم الادمان طب القلب مركز الحروق مركز محمد السادس للأورام جراحة القلب والأوعية الدموية الجراحة العامة (الذكاء الإصطناعي) جراحة الصدر جراحة البطن الأمراض الجلدية طب الغدد الصماء أمراض الجهاز الهضمي والمستقيم الأمراض المعدية الطب الباطني الطب الشرعي الطب النووي الطب الطبيعي طب الكلى جراحة المخ والأعصاب طب الأعصاب طب الأورام طب الرئة الطب النفسي الإنعاش الجراحي الإنعاش الجراحي الطارئ إنعاش الحروق إنعاش الطوارئ الطبية الروماتيزم خدمة استقبال الطوارئ جراحة العظام والصدمات طب الرضوح حالات الطوارئ الجراحية العصبية طب المسالك البولية |
| مستشفى الأم والطفل عبد الرحيم الهاروشي | التوليد جراحة عظام الأطفال والرضوض طب الأطفال I طب الأطفال II طب الأطفال III طب الأطفال IV طب الأطفال V طب نفس الطفل إنعاش الأمومة إنعاش متعدد التكافؤ حالات طوارئ الأطفال |
| مستشفى 20 غشت 1953                     | جراحة الوجه والفكين أمراض الدم عيون الكبار طب عيون الأطفال طب الأنف والأذن والحنجرة وجراحة العنق والرقبة طب السل أمراض الرئة إنعاش غرفة الطوارئ |
| مركز فحص وعلاج الأسنان                 | طب الأسنان الجراحي طب الأسنان التحفظي جراحة عظام الوجه والاسنان أمراض اللثة طب الأسنان والوقاية حالات طوارئ الأسنان |